# 1969-es cannes-i filmfesztivál
A 22. Cannes-i Nemzetközi Filmfesztivál 1969. május 8. és 23. között került megrendezésre, Luchino Visconti olasz filmrendező elnökletével. A versenyben 27 nagyjátékfilm és 14 rövidfilm vett részt, versenyen kívül pedig 6 alkotást vetítettek.
A párhuzamos rendezvények Kritikusok Hete szekciójában 13 filmet mutattak be, míg az új, Rendezők Kéthete elnevezésű szekció keretében 67 nagyjátékfilm és 41 kisfilm vetítésére került sor.
Az 1968. évi fesztivál botrányai és félbeszakítása után sokan úgy vélték, vége a filmes rendezvénysorozatnak. Cannes azonban képes volt meghallani a kritikát, tanulni saját hibáiból és megújulni. Átalakult és hangnemet váltott: a meghívott filmek még inkább provokatívak, vitriolosak és cinikusak lettek, ugyanakkor kevésbé hagyománytisztelők. A zsűrielnök Visconti bátor és megújuló mozit célzó szándéka találkozott a kor politikai hangulatával, a konformizmusellenességgel és a flower power hippi kultúra terjedésével. Olyan alkotások reprezentálták ezt, mint a Dillinger halott, a Z, avagy egy politikai gyilkosság anatómiája, vagy a Szelíd motorosok. Sikerült elérni, hogy a szovjet hatóságok kiengedjék a fesztiválra Tarkovszkij kultfilmjét az Andrej Rubljovot.
Noha a fesztivál nagydíját Lindsay Anderson filmje, a Ha… kapta, az igazi nyertes Costa-Gavras alkotása a Z, avagy egy politikai gyilkosság anatómiája lett. Nemcsak ezért, mert két díjat is elvitt (a zsűri díja és a legjobb férfi alakítás díja), de az aktuálpolitikai témája miatt a legtöbb vevőt is magának mondhatta. Nagy sikerrel mutatkozott be – alkotása meg is kapta a legjobb első filmnek járó díjat – a fiatal amerikai színész-rendező, Dennis Hopper, Peter Fondával és Jack Nicholsonnal az oldalán (Szelíd motorosok).
Visszatértek a fesztiválhoz régóta hű színészek: Omar Sharif (A találkozás), Jean-Louis Trintignant (Éjszakám Maudnál, Metti una sera a cena, Z, avagy egy politikai gyilkosság anatómiája), vagy Isadora Duncan szerepében Vanessa Redgrave, de sok fiatal is érkezett: Liv Ullmann, Malcom McDowell (Ha…), Daniel Olbrychski (Légyfogó) és a Szelíd motorosok szereplőgárdája. Három film főszerepében is látható volt Annie Girardot (Nemsokára világvége lesz, Dillinger halott, Metti una sera a cena). Feledhetetlen alakítást nyújtott Yves Montand és Irene Papas (Z, avagy egy politikai gyilkosság anatómiája),
A hivatalos válogatás versenyprogramjába Jancsó Miklós Fényes szelek című alkotását hívták meg, a Kritikusok Hete szekcióban mutatták be Elek Judit Sziget a szárazföldön című filmdrámáját és meghívták az újonnan létrehozott, független Rendezők Kéthete szekcióba Jancsó Téli sirokkó, valamint Mészáros Márta Holdudvar című alkotása. Meg kell említeni, hogy a Szelíd motorosok operatőre a magyar származású Kovács László volt, akárcsak Robert Altman versenyen kívül vetített, Az a hideg nap a parkban című alkotásának. További három magyar származású művész is képviseltette magát Cannes-ban: a versenyprogramban szerepelt a kanadai George Kaczender Don't Let the Angels Fall című filmdrámája, versenyen kívül mutatták be az NDK-ban élő János Veiczi alkotását, aki a nácik titkos rakétaprogramjáról forgatott filmet Megfagyott villámok címmel, a Rendezők Kéthete szekcióban pedig levetítették Diourka Medveczky francia szobrászművész és filmrendező Paul című nagyjátékfilmjét, valamint két kisfilmjét (Marie et le curé, valamint Jeanne et la moto).
Ebben az évben közvetítette először élőben a francia állami televízió a fesztivál zárórendezvényét.
Rendezők Kéthete
Az 1968. májusi franciaországi zavargásoknak, a Langlois-ügynek és a fiatal rendezők fellázadásának közvetlen kihatása lett a fesztivál jövőjére. Létrejött a Filmrendezők Szövetsége (Société des Réalisateurs de Films – SRF), amely kezdeményezte, hogy a cannes-i nemzetközi filmfesztivál hivatalos programja mellett hozzák létre a Rendezők Kéthete (Quinzaine des Réalisateurs) elnevezésű párhuzamos rendezvényt, egyfajta alternatívát kínálva a fiatal, új hullámos rendezőknek, akik nyitást követeltek a szerzői, kísérletező, radikálisabb ideológiájú filmek felé. Azt kívánták elérni, hogy a válogatás és a filmek bemutatása minden cenzúra és diplomáciai megfontolások nélkül történjen. Az első rendezvényt az 1969. évi cannes-i fesztivál idején Jean-Luc Godard és François Truffaut vezetésével szervezték meg. A szekció anyaga eléggé eklektikus lett, mivel az alkotók több év termésével nevezhettek, a megfelelő válogatásra azonban nem jutott idő. Az első rendezvény műsorán 67 nagyjátékfilm és 41 rövidfilm szerepelt, közöttük – az említett magyarokon kívül – Bernardo Bertolucci Partner, Robert Bresson Egy szelíd asszony, Gregory J. Markopoulos A leláncolt Prométheusz és Susan Sontag Duett kannibálokra című alkotása.

## Zsűri
Elnök: Luchino Visconti filmrendező –  Olaszország

### Versenyprogram
- Jaroslav Boucek, köztisztviselő, gyártásvezető –  Csehszlovákia
- Jerzy Glucksman –  Svédország
- Marie Bell, színésznő –  Franciaország
- Robert Kanters, filmkritikus –  Franciaország
- Sam Spiegel, filmproducer –  Amerikai Egyesült Államok
- Stanley Donen, filmrendező –  Amerikai Egyesült Államok
- Csingiz Ajtmatov, író –  Szovjetunió
- Veljko Bulajić, filmrendező –  Jugoszlávia

### Rövidfilmek
- Charles-Georges Duvanel, filmproducer –  Svájc
- Claude Soule, a Technikai Főbizottság (CST) hivatalos képviselője –  Franciaország
- Mihnea Gheorghiu, író –  Románia

## Hivatalos válogatás

### Nagyjátékfilmek versenye
- Ådalen ’31 (Adalen 31)[9] – rendező: Bo Widerberg
- Bice skoro propast sveta (Nemsokára világvége lesz) – rendező: Aleksandar Petrović
- Calcutta – rendező: Louis Malle
- Dillinger è morto (Dillinger halott) – rendező: Marco Ferreri
- Don't Let the Angels Fall – rendező: George Kaczender
- Easy Rider (Szelíd motorosok) – rendező: Dennis Hopper
- España otra vez – rendező: Jaime Camino Vega de la Iglesia
- Farářův konec (A pap vége) – rendező: Evald Schorm
- Fényes szelek – rendező: Jancsó Miklós
- Flashback – rendező: Raffaele Andreassi
- Gli intoccabili – rendező: Giuliano Montaldo
- If… (Ha… (film)|Ha…) – rendező: Lindsay Anderson
- Isadora (Isadora) – rendező: Karel Reisz
- Le grand amour – rendező: Pierre Étaix
- Ma nuit chez Maud (Éjszakám Maudnál) – rendező: Éric Rohmer
- Manden der tænkte ting – rendező: Jens Ravn
- Matzor – rendező: Gilberto Tofano
- Metti una sera a cena – rendező: Giuseppe Patroni Griffi
- Michael Kohlhaas – Der Rebell (Kohlhaas Mihály) – rendező: Volker Schlöndorff
- Nihon no szeisun – rendező: Kobajasi Maszaki
- O Dragão da Maldade contra o Santo Guerreiro[10] – rendező: Glauber Rocha
- Polowanie na muchy (Légyfogó) – rendező: Andrzej Wajda
- Slaves – rendező: Herbert J. Biberman
- The Appointment (A találkozás) – rendező: Sidney Lumet
- The Prime of Miss Jean Brodie – rendező: Ronald Neame
- Všichni dobří rodáci (Všichni dobří rodáci) – rendező: Vojtech Jasny
- Z (Z, avagy egy politikai gyilkosság anatómiája) – rendező: Costa-Gavras

### Nagyjátékfilmek versenyen kívül
- Andrej Rubljov[9] – rendező: Andrej Arszenyjevics Tarkovszkij
- Die Gefrorenen Blitze (Megfagyott villámok) – rendező: János Veiczi
- L'Amour de la vie – Artur Rubinstein (Az élet szerelmese: Arthur Rubinstein) – rendező: François Reichenbach
- Sweet Charity (Édes Charity) – rendező: Bob Fosse
- That Cold Day in the Park (Az a hideg nap a parkban) – rendező: Robert Altman
- Zbehovia a pútnici (Zbehovia a pútnici) – rendező: Juraj Jakubisko

### Rövidfilmek versenye
- Cîntecele Renasterii (Cîntecele Renasterii)[9] – rendező: Mirel Ilieşiu
- Das Verräterische Herz – rendező: Paul Anczykowski
- El triunfo de la muerte – rendező: José María Gutiérrez
- Goldframe (Goldframe) – rendező: Raoul Servais
- L’homme aux chats – rendező: Henri Glaeser
- La pince à ongles – rendező: Jean-Claude Carrière
- Le ballet des Jacungos – rendező: Jean Manzon
- Moc osudu – rendező: Jiří Brdecka
- Niebieska kula – rendező: Miroslaw Kijowicz
- Red Arrows – rendező: John Edwards
- Short Seven – rendező: Jonne Severijn
- Su sambene non est aba – rendező: Luigi Gonzo és Manfredo Manfredi
- Toccata – rendező: Herman van der Horst
- World of Man – rendező: Albert Fischer és Michael Collyer

## Párhuzamos rendezvények

### Kritikusok Hete
- Cabascabo – rendező: Oumarou Ganda
- Charles mort ou vif (Charles élve vagy halva) – rendező: Alain Tanner
- King, Murray – rendező: David Hoffman
- More – rendező: Barbet Schroeder
- My girl friend’s wedding – rendező: Jim McBride
- Pagine chiuse – rendező: Gianni da Campo
- La rosière de Pessac – rendező: Jean Eustache
- La voie – rendező: Mohamed Slim Riad
- La hora de los hornos (A tűzhelyek órája) – rendező: Fernando Solanas
- In the year of the pig (Vietnam amerikai szemmel) – rendező: Emile de Antonio
- Jagdszenen aus niederbayern (Vadászjelenetek Alsó-Bajorországban) – rendező: Peter Fleischmann
- Pars n’existe pas – rendező: Robert Benayoun
- Sziget a szárazföldön – rendező: Elek Judit

### Rendezők Kéthete

#### Nagyjátékfilmek
- A vida provisória – rendező: Maurício Gomes Leite
- Acéphale – rendező: Patrick Deval
- Adam 2 (Adam 2) – rendező: Jan Lenica
- Ballade pour un chien – rendező: Gérard Vergez
- Barravento (Szélvihar)– rendező: Glauber Rocha
- Brandy In The Wilderness – rendező: Stanton Kaye
- Brasil Ano 2000 – rendező: Walter Lima Jr.
- Calcutta (Calcutta) – rendező: Louis Malle
- Capitu – rendező: Paulo Cesar Saraceni
- Capricci – rendező: Carmelo Bene
- Cara a Cara – rendező: Júlio Bressane
- Christopher’s Movie Matinee – rendező: Mort Ransen
- De mère en fille – rendező: Anne Claire Poirier
- Det kære legetøj – rendező: Gabriel Axel
- Drôle de jeu – rendező: Pierre Kast
- Duett för kannibaler (Duett kannibálokra) – rendező: Susan Sontag
- Eine Ehe – rendező: Hans Rolf Strobel és Heinrich Tichawsky
- Entre la mer et l'eau douce – rendező: Michel Brault
- Fuoco! – rendező: Gian Vittorio Baldi
- Head – rendező: Bob Rafelson
- Het compromis – rendező: Philo Bregstein
- Holdudvar[5] – rendező: Mészáros Márta
- Image, Flesh And Voice – rendező: Ed Emshwiller
- Invasión (Invázió) – rendező: Hugo Santiago
- Jardim de Guerra – rendező: Neville de Almeida
- Jusqu'au cœur – rendező: Jean Pierre Lefebvre
- Kid Sentiment – rendező: Jacques Godbout
- Kosikei – rendező: Osima Nagisza
- La belle ouvrage – anonim rendező
- La poupée rouge – rendező: Francis Leroi
- La primera carga al machete (La primera carga al machete) – rendező: Manuel Octavio Gómez
- Le cinématographe – rendező: Michel Baulez
- Le lit de la vierge – rendező: Philippe Garrel
- Le viol d’une jeune fille douce – rendező: Gilles Carle
- Les contrebandières – rendező: Luc Moullet
- Les gommes – rendező: Lucien Deroisy
- Les vieilles lunes – rendező: David Fahri
- L'été – rendező: Marcel Hanoun
- Lucía (Lucía) – rendező: Humberto Solás
- Marketa Lazarová (Markéta Lazarová) – rendező: Frantisek Vlácil
- Money, Money – rendező: José Varela
- Mumbo-Jumbo – rendező: Jean-Luc Magneron
- Nejkrásnější věk – rendező: Jaroslav Papousek
- Nocturno 29 – rendező: Pere Portabella
- Nostra signora dei turchi – rendező: Carmelo Bene
- Nous n’irons plus au bois – rendező: Georges Dumoulin
- O bravo guerreiro – rendező: Gustavo Dahl
- Partner (Partner) – rendező: Bernardo Bertolucci
- Paul – rendező: Diourka Medveczky
- Paulina s’en va – rendező: André Téchiné
- Pet holek na krku (Kamasztársadalom) – rendező: Evald Schorm
- Rhodesia Countdown – rendező: Michael Raeburn
- Ruusujen aika – rendező: Risto Jarva
- Scratch Harry – rendező: Alex Matter
- Sindzsuku dorobo nikki – rendező: Osima Nagisza
- Téli sirokkó[4] – rendező: Jancsó Miklós
- Terry Withmore, for Example – rendező: Bill Brodie
- The Ernie Game – rendező: Don Owen
- The Illiac Passion (A leláncolt Prométheusz) – rendező: Gregory J. Markopoulos
- The Trip (Az utazás) – rendező: Roger Corman
- Three – rendező: James Salter
- Tu imagines Robinson – rendező: Jean-Daniel Pollet
- Une femme douce (Egy szelíd asszony) – rendező: Robert Bresson
- Viagem ao fim do mundo – rendező: Fernando Cony Campos
- Vive la mort – rendező: Francis Reusser
- Wheel of Ashes – rendező: Peter Emmanuel Goldman
- Yvon, Yvonne – rendező: Claude Champion

#### Rövidfilmek
- 5/7/35 – rendező: Jean Mazeas
- Adrien s’éloigne – rendező: Claude Guillemot
- Arrabal – rendező: Jacques Poitrenaud
- Athina, poli, hamogelo – rendező: Lambros Liaropoulos
- Black Movie – rendező: Adrian
- Chinese Checkers – rendező: Stephen Dwoskin
- Einer Mädchenhaut – rendező: Klaus Schönherr
- Erin Ereinté – rendező: Jean-Paul Aubert
- Flash-Parc – rendező: Frank Cassenti
- Fuses – rendező: Carolee Schneemann
- Galaxie – rendező: Gregory J. Markopoulos
- Gedanken Beim Befühlen – rendező: Klaus Schönherr
- Hemingway – rendező: Fausto Canel
- Jeanne et la moto – rendező: Diourka Medveczky
- Journal de séjour à Marseille – rendező: Gérard Lévy-Clerc és C Lindenmayer
- La page dévoilée – rendező: James Hodgetts és William Marchant
- La poursuite impitoyable – rendező: Jean-Jacques Schakmundès és Richard Guillon
- Le mariage de Clovis – rendező: Daniel Duval
- Le sursitaire – rendező: Serge Huet
- Les stabiles – rendező: Christian Lara
- Libi – rendező: Otto Mühl
- Marie et le curé – rendező: Diourka Medveczky
- Miss Paris et le majordome – rendező: Georges Dumoulin
- Monsieur Jean-Claude Vaucherin – rendező: Pascal Aubier
- N.O.T.H.I.N.G. – rendező: Paul Sharits
- Naissant (Naissant) – rendező: Stephen Dwoskin
- On The Every Day Of The Eyes Of Death – rendező: Beavers
- Paris des négritudes – rendező: Jean Schmidt
- Permanence – rendező: Busioc Ionesco
- Que s’est-il passé en mai ? – rendező: Jean-Pierre Savignac
- Rohfilm – rendező: D. Hein
- S. Macht am Sonntag-Nachmittag Keinen Film – rendező: Dieter Meier
- Scenes From Under Childhood – rendező: Stan Brakhage
- Soliloquy (Soliloquy) – rendező: Stephen Dwoskin
- Souvenir de la nuit du 4 – rendező: Patrice Gauthier és Henry Lange
- Speak – rendező: John Latham
- The Mysteries – rendező: Gregory J. Markopoulos
- Twice A Man – rendező: Gregory J. Markopoulos
- Untebrochene Flugverbindungen – rendező: Dieter Meier
- Versuch mit synthetischem Ton – rendező: Kurt Kren
- Winged Dialogue – rendező: Beavers

## Díjak

### Nagyjátékfilmek
- A Fesztivál Nemzetközi Nagydíja: If…. (Ha….)[9] – rendező: Lindsay Anderson
- Zsűri külön nagydíja: Ådalen ’31 (Adalen 31) – rendező: Bo Widerberg
- Legjobb női alakítás díja: Vanessa Redgrave – Isadora (Isadora)
- Legjobb férfi alakítás díja: Jean-Louis Trintignant – Z (Z, avagy egy politikai gyilkosság anatómiája)
- Zsűri díja: Z (Z, avagy egy politikai gyilkosság anatómiája) – rendező: Costa-Gavras
- Legjobb rendezés díja:
  - Glauber Rocha – O Dragão da Maldade contra o Santo Guerreiro
  - Vojtech Jasny – Všichni dobří rodáci (Všichni dobří rodáci)
- Legjobb első film díja: Easy Rider (Szelíd motorosok) – rendező: Dennis Hopper
- FIPRESCI-díj: Andrej Rubljov (Andrej Rubljov) – rendező: Andrej Arszenyjevics Tarkovszkij
- A Kép- és Hangtechnikai Főbizottság (CST) külön dicsérete:[11] Všichni dobří rodáci (Všichni dobří rodáci) – rendező: Vojtech Jasny

### Rövidfilmek
- Nagydíj (rövidfilm): Cîntecele Renasterii (Cîntecele Renasterii) – rendező: Mirel Ilieşiu
- A zsűri különdíja (rövidfilm): La pince à ongles – rendező: Jean-Claude Carrière
- A Kép- és Hangtechnikai Főbizottság (CST) külön dicsérete (rövidfilm):[11]
  - Toccata – rendező: Herman van der Horst
  - Cîntecele Renasterii (Cîntecele Renasterii) – rendező: Mirel Ilieşiu